# (2846) Ylppö
(2846) Ylppö est un astéroïde de la ceinture principale.

## Description
(2846) Ylppö est un astéroïde de la ceinture principale. Il fut découvert le 12 février 1942 à Turku par Liisi Oterma. Il fut nommé en honneur de Arvo Ylppö. Il présente une orbite caractérisée par un demi-grand axe de 3,22 UA, une excentricité de 0,07 et une inclinaison de 11,4° par rapport à l'écliptique.

## Compléments